# Pandelus
Pandelus is een geslacht van vliesvleugeligen uit de familie Pteromalidae. De wetenschappelijke naam van dit geslacht is voor het eerst geldig gepubliceerd in 1856 door Förster.

## Soorten
Het geslacht Pandelus omvat de volgende soorten:
- Pandelus flavipes (Förster, 1841)
- Pandelus grisselli Boucek, 1993